# Gheorghe Apostoleanu
Gheorghe Apostoleanu (n. aprilie 1832, Focșani – d. 1895) a fost un magistrat și politician român.

## Biografie
Gheorghe Apostoleanu s-a născut în anul 1832, la Focșani, în familia unor moșieri. Doctor în drept la Berlin, a fost ministrul justiției în al doilea guvern al lui Manolache Costache Epureanu de la Iași, după Mica Unire, dar înainte de unirea administrativă a Principatelor Române.
A fost profesor de Economie Politica la Universitatea din Iași, apoi președinte al Curților de Apel din Iași și Focșani. Unul dintre autorii Codului civil.
În casa din Focșani s-a semnat Armistițiul de la Focșani între delegații Armatei Române și reprezentanții Armatelor Centrale în decembrie 1917. În 1888, însuși Regele Carol I a venit la Focșani împreună cu regina Elizabeta și principele Ferdinand și au fost găzduiți pentru două zile în casa Apostoleanu.
A fost căsătorit cu Smaranda (Gâță) Apostoleanu (1844-1925), iar împreună au avut cinci copii.